# Craspedosis aurianalis
Craspedosis aurianalis là một loài bướm đêm trong họ Geometridae.